# Rostkovia Lake
Der Rostkovia Lake ist ein 320 m hoch liegender See auf Südgeorgien im Südatlantik. Er liegt nahe der Basis der Barff-Halbinsel und fließt über die Rostkovia Falls in das Lönnberg Valley und weiter zur Hound Bay ab. 
Das UK Antarctic Place-Names Committee benannte ihn 2015 nach Rostkovia magellanica aus der Familie der Binsengewächse, das hier insbesondere am Fuß des Wasserfalls wächst.